# Cut Above the Rest
Cut Above The Rest är det sjunde studioalbumet av det brittiska rockbandet Sweet. Albumet släpptes våren 1979 just när gruppen förlorat allt kommersiellt intresse, men här finns flera av gruppens mer utvecklade verk bland annat "Mother Earth", som är en av bandets längsta låtar.
Cut Above the Rest är bandets första studioalbum utan Brian Connolly, som tidigare var gruppens sångare. Connolly hade dock börjat spela in vissa låtar, men när han sedan lämnade bandet ersattes hans sång av Andy Scott och Steve Priest.

## Låtlista
| 1. | Call Me                   | Scott                           | Priest, Scott | 3:38 |
| 2. | Play All Night            | Priest, Scott, Tucker           | Scott         | 3:16 |
| 3. | Big Apple Waltz           | Priest, Scott                   | Priest        | 4:03 |
| 4. | Dorian Gray               | Priest, Scott, Tucker           | Scott         | 4:38 |
| 5. | Discophony (Dis-Kof-O-Ne) | Moberley, Priest, Scott, Tucker | Priest        | 5:57 |

| 1. | Eye Games    | Austin, Scott         | Scott         | 1:54 |
| 2. | Mother Earth | Priest, Scott         | Priest, Scott | 7:45 |
| 3. | Hold Me      | Scott                 | Scott         | 6:07 |
| 4. | Stay With Me | Priest, Scott, Tucker | Priest        | 5:02 |

## Medverkande
- Steve Priest - bas, sång
- Mick Tucker - trummor, slagverk, sång
- Andy Scott - gitarr, synth, sång

### Övriga medverkande
- Geoff Westley - piano
- Gery Moberley - keyboard
- Eddie Hardin - ARP 2600

## Listplaceringar
| Plac. | Land       |
| ----- | ---------- |
| 87    | Australien |
| 151   | USA        |